# Sendaivirus-Infektion
Die Sendaivirus-Infektion ist eine durch das Sendaivirus (Spezies Murines Parainfluenzavirus 1 oder Murines Respirovirus) aus der Familie der Paramyxoviridae verursachte Viruserkrankung. Eine natürliche Infektion mit diesem Virus kommt bei Mäusen, Ratten, Meerschweinchen, Hamstern, Kaninchen, Affen und beim Menschen vor. Das Virus ist weltweit verbreitet.

## Klinisches Bild
Nach der Infektion folgt eine sechs bis sieben Tage lange Replikationsphase des Virus.
Bei einer Enzootie, also einer persistierenden Erkrankung im Bestand, verläuft die Erkrankung mit dem hochinfektiösen Erreger häufig subklinisch und meist ohne tödlichen Ausgang. Das Tier gesundet innerhalb von etwa 2 Wochen. Neugeborene und gesäugte Nachkommen innerhalb eines infizierten Bestandes an Mäusen oder Ratten werden mit maternalen Antikörpern versorgt und bleiben etwa 4–8 Wochen gegen eine Neuinfektion geschützt. Nach überstandener Infektion schützen die gebildeten Antikörper mindestens 1 Jahr lang vor einer Neuinfektion.
Bei einer Epizootie, also einer Neueinschleppung vor allem in größere Nagetierzuchtbestände, verlaufen die Erkrankungen wesentlich heftiger. Es kommen klinische Erkrankungen des Atmungsapparats vor, die bei Mäusen eine Mortalität von bis zu 100 % verursachen können. Sie äußern sich auch in Allgemeinstörungen (gesträubtes Fell, Gewichtsabnahme, vermindertes Wachstum), Augenausfluss, verminderter Reproduktionsleistung und erhöhter Neugeborenensterblichkeit.
Infizierte Tiere sollten isoliert, warm gehalten und mit ausreichend Flüssigkeit versorgt werden. Futter und Wasser sollten leicht zugänglich sein, ggf. kann die Erhöhung der Luftfeuchtigkeit das Abhusten erleichtern. Da der Erreger sich durch die Luft über eine Entfernung von bis zu 2 Metern verbreitet, ist für eine entsprechende räumliche Distanz zu sorgen. Strengste Hygiene beim Umgang mit den Tieren, beim Handling mit allen Gerätschaften und dem Futter ist selbstverständlich, denn der Erreger kann bis zu 3 Stunden in der Umwelt überleben.
Bei Überstehen der Erkrankung wird das Virus vermutlich vollständig eliminiert, bislang konnte es bei solchen Tieren nicht mehr nachgewiesen werden. Antikörper bleiben zeitlebens nachweisbar.

## Diagnostik
Pathologisch-anatomisch zeigen sich eine akute Rhinitis mit herdförmigen Geschwüren, Nekrosen des Epithels der Luftröhre. Überstandene Infektionen äußern sich in Lungenveränderungen mit fibrösem Ersatzgewebe und einer Verklebung des Brustfells infolge einer Pleuritis, die durch bakterielle Sekundärinfektionen verursacht wird. Pathohistologisch lassen sich im Zytoplasma des Trachealepithels eosinophile Einschlusskörperchen nachweisen.
Eine Infektion am lebenden Tier kann über einen Antikörpernachweis mittels ELISA ab dem 7. Tag nach der Infektion erfolgen. Auch die Anzüchtung in einer Zellkultur oder der immunhistochemische Nachweis aus Sekretabstrichen ist möglich.

## Bekämpfung
Eine Therapie der Erkrankung ist nicht möglich. Die Bekämpfung beschränkt sich daher auf das Verhindern der Einschleppung und eine regelmäßige serologische Bestandsüberwachung. Seropositive oder erkrankte und mit ihnen in Kontakt habende Tiere sind auszusondern und die Käfige zu desinfizieren. Für Nagetierzuchten für die medizinische Forschung sind diese Maßnahmen in einigen Ländern vorgeschrieben.
Bester Schutz gegen eine Einschleppung in eine Zuchtgruppe ist die Quarantäne. Für ein einzelnes Tier sollten 3–4 Wochen reichen, für eine Zuchtgruppe mit der geschilderten Problematik der Resistenz bei Jungtieren bis zu einem Alter von 4 bis 8 Wochen sollte die Quarantäne bis zu 3–4 Monate aufrechterhalten werden.